# Basilique du Sacré-Cœur de Nancy
Pour les articles homonymes, voir Basilique du Sacré-Cœur.
La basilique du Sacré-Cœur de Nancy est une basilique mineure de culte catholique et de style roman-byzantin, inspirée par la basilique du Sacré-Cœur de Montmartre à Paris. Elle est due principalement à trois hommes : l'évêque Charles-François Turinaz, le chanoine Henri Blaise et l'architecte Anthony Rougieux. Elle est située à l'ouest de la ville de Nancy, près de sa frontière avec la commune de Laxou, dans le quartier Poincaré - Foch - Anatole France - Croix de Bourgogne. Elle est dédiée au Sacré-Cœur de Jésus.

## Histoire
Le 13 août 1889, Charles-François Turinaz (1838–1918), évêque de Nancy-Toul, décide de fonder une nouvelle église entre Nancy et Laxou pour être le centre de la douzième paroisse nancéienne. Il confie la construction de l'édifice au chanoine, Henri Blaise (1863–1920), nommé curé de la nouvelle paroisse, et qui fut son secrétaire particulier : « Je vous confie la grande et difficile mission de fonder la nouvelle paroisse que je place sous les bénédictions, la puissance et la fécondité merveilleuse du Sacré-cœur de Jésus ».
L'édifice a été imaginé et réalisé par Antony Rougieux (1854–1906), architecte parfaitement formé à l'éclectisme par Julien Guadet. La pose et la bénédiction de la première pierre ont lieu le 9 juin 1902. La bénédiction de la statue du Sacré-Cœur qui domine la coupole a lieu le 23 avril 1904. Les travaux sont terminés en 1905.
Élevée au rang de basilique mineure en septembre 1905 par le pape Pie X, elle est consacrée par l'évêque Turinaz et livrée au culte le 15 novembre 1905 en devenant la basilique du Sacré-Cœur de Nancy. Le tintinnabule et l'ombrellino sont visibles dans le chœur.
Le corps de l'évêque Turinaz repose selon sa volonté dans le transept gauche de la basilique ; celui du chanoine Blaise, qui fut légataire universel de l'évêque Turinaz à sa mort, dans le transept droit.

## Orgue
Elle possède un orgue réalisé par Charles Didier-Van-Caster (1852–1906), achevé en 1907. Il a été inauguré le 30 mai 1907 par Charles-Marie Widor. Cet instrument comprend 48 jeux répartis sur trois claviers et pédalier et dispose de deux registres de 32 pieds (bourdon 32 et contrebombarde 32).
L'instrument a bénéficié d'un important relevage avec retour au plus proche de la composition d'origine entre 2016 et 2019 par Xavier Szymczak, facteur d'orgues / harmoniste et co-titulaire, et Frédéric Mayeur, titulaire. Il a été béni et inauguré le 2 juin 2019

## Cloches
Le bourdon de la basilique du Sacré-Cœur, qui pèse près de 6 tonnes, est la plus grosse cloche de Nancy, et ne résonne que pour des événements exceptionnels comme la mort ou l'élection d'un pape.
La tour Saint Charles (Ouest, à droite de la façade) abrite le bourdon. Les cinq autres cloches se font entendre depuis la tour Saint Maurice, côté Est. Elles se distinguent par une profusion d’ornements finement ciselés, ainsi que des niches gothiques renfermant divers personnages.
| # | Nom              | Note  | Diamètre | Masse    | Tour  | Fondeur               | Année |
| - | ---------------- | ----- | -------- | -------- | ----- | --------------------- | ----- |
| 1 | Marguerite-Marie | sol 2 | 2,10 m   | 5 996 kg | Ouest | Jules Robert, Nancy   | 1905  |
| 2 | Marie-Madeleine  | do 3  | 1,52 m   | 2 329 kg | Est   | Jules Robert, Nancy   | 1905  |
| 3 | Lazarine         | ré 3  | 1,34 m   | 1 700 kg | Est   | Paccard, Haute-Savoie | 1979  |
| 4 | Marthe           | mi 3  | 1,23 m   | 1 230 kg | Est   | Jules Robert, Nancy   | 1905  |
| 5 | Gertrude         | fa 3  | 1,12 m   | 941 kg   | Est   | Jules Robert, Nancy   | 1905  |
| 6 | Jeanne           | sol 3 | 1 m      | 680 kg   | Est   | Jules Robert, Nancy   | 1905  |

## Vitraux
Les vitraux sont de Joseph Janin. Ils sont détruits en 1917 pendant la Première Guerre mondiale, mais les cartons de Janin ayant été conservés, ils sont reconstruits à l'identique après la guerre, à l'exception de Jésus pleurant sur Jérusalem, où la basilique du Sacré-Cœur de Montmartre et la tour Eiffel sont supprimées, « pesant anachronisme dans un paysage palestinien de l'an 30 »,.

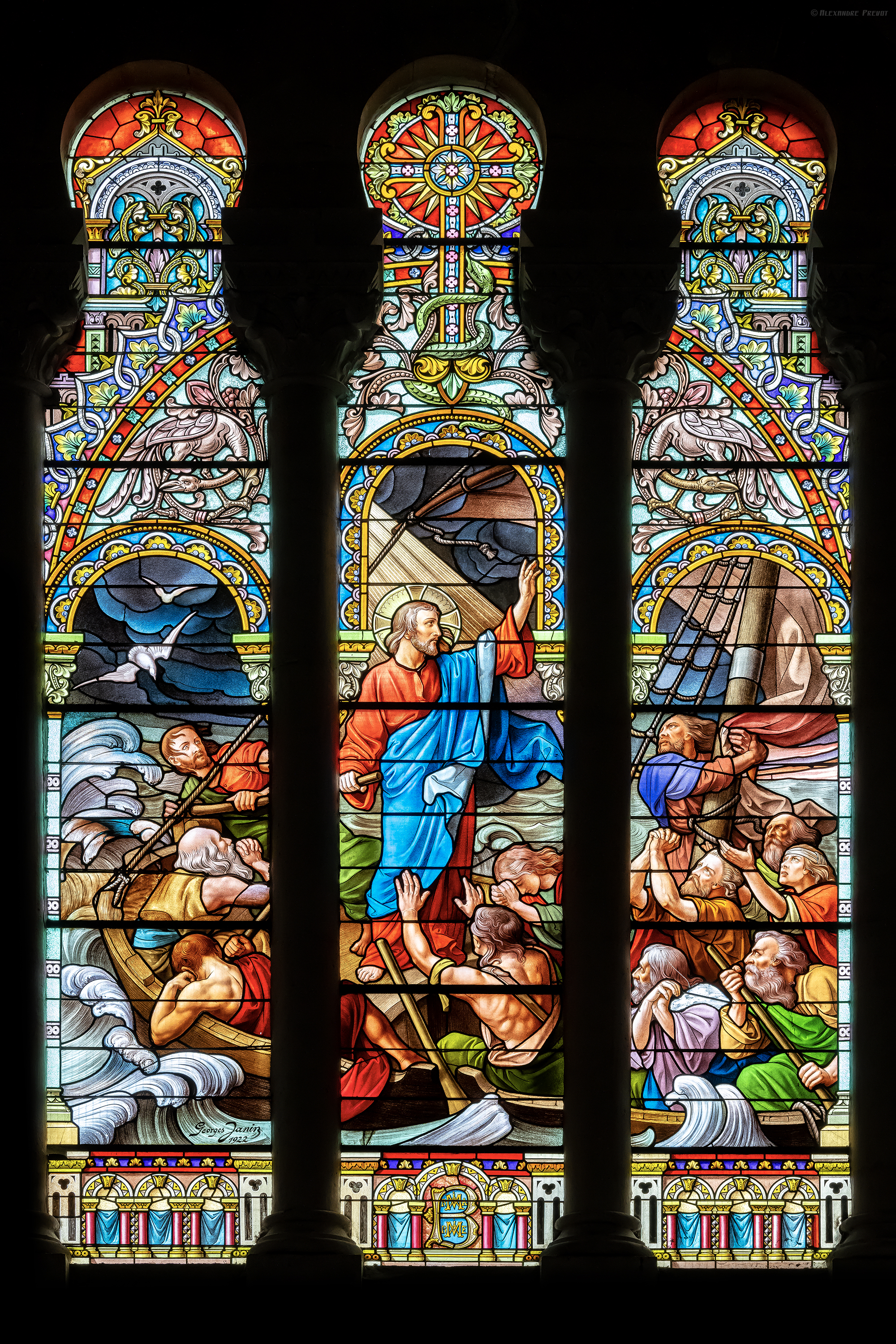
La Tempête apaisée.
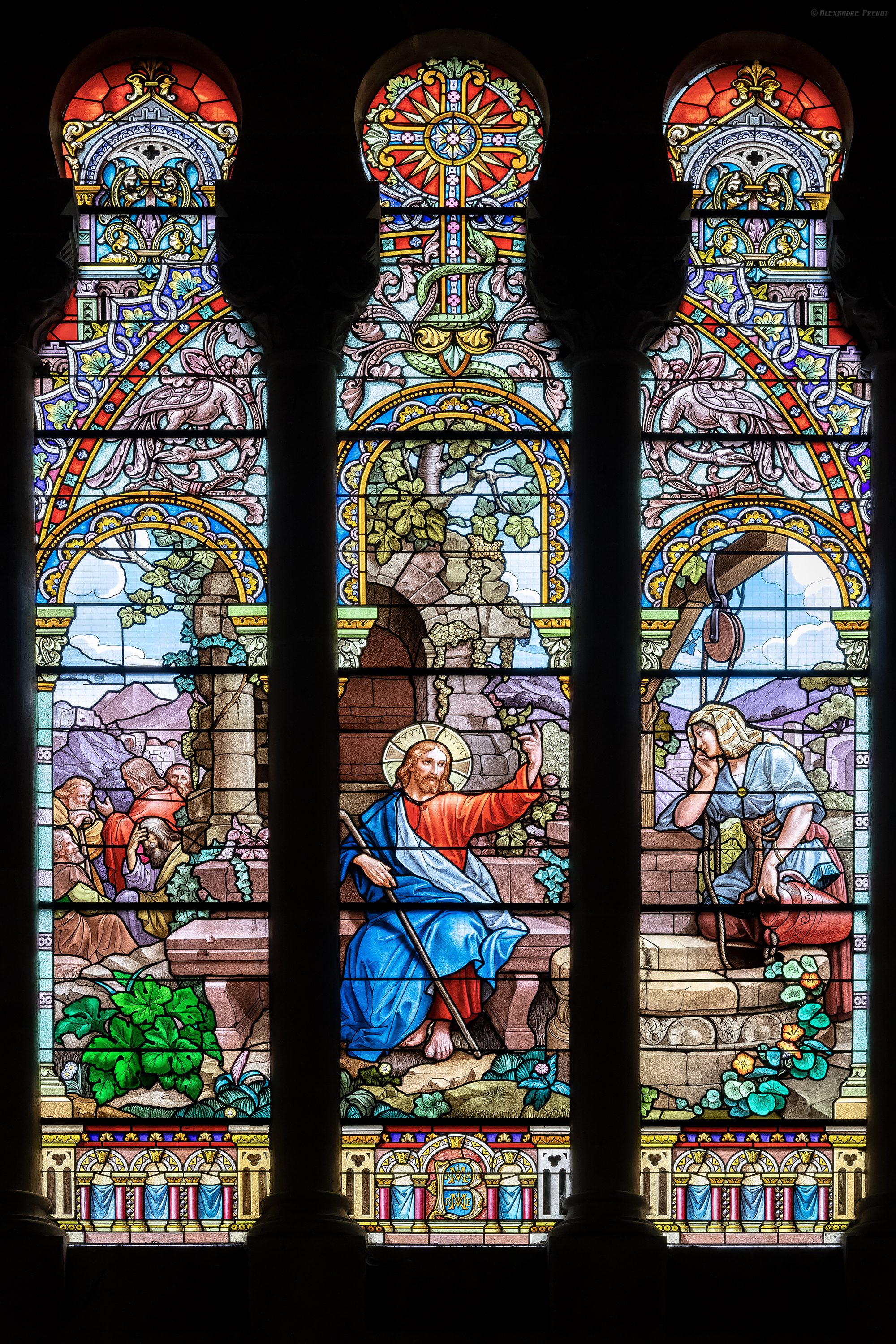
Scène de la Samaritaine au puits